# Análisis clínico

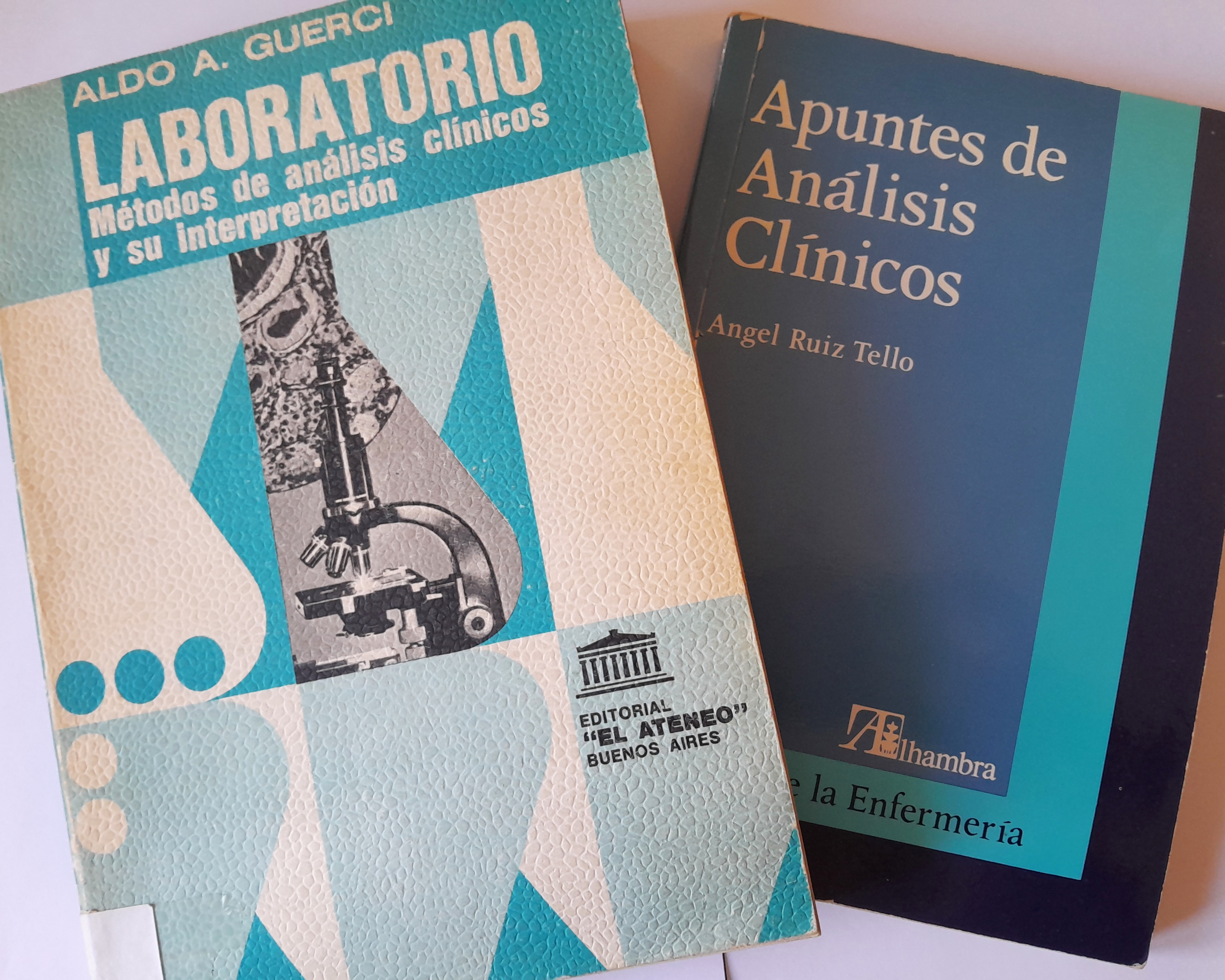
Manuales de análisis clínico

Un análisis clínico o prueba de laboratorio es un tipo de prueba exploratoria que consiste en la toma de muestras biológicas de un paciente para su posterior análisis en laboratorio. Brinda un resultado objetivo, que puede ser cuantitativo (un número, como en el caso de la cifra de glucosa) o cualitativo (positivo o negativo). Esta prueba forma parte del proceso de atención al paciente. Es solicitada por un médico al laboratorio clínico y sirve para confirmar o descartar un diagnóstico, detectar anomalías u obtener la información necesaria para aplicar un determinado tratamiento o cualquier otro procedimiento terapéutico.

## Interpretación
El resultado de un análisis clínico se encuadra dentro de los valores de referencia establecidos para cada población, y requiere de una interpretación médica. No deben confundirse ambos conceptos, por un lado está el resultado de la prueba de laboratorio realizada, y por otro, la interpretación que el médico dé a esos resultados.
Al realizar un análisis clínico siempre se tienen en cuenta ciertas características propias de cada prueba diagnóstica; como son: la especificidad, la sensibilidad, el valor predictivo, la exactitud, la precisión y la validez (analítica, clínica y útil de dicha prueba), así como la preparación y recogida de la muestra o el rango de referencia.

## Historia
Uno de los primeros análisis clínicos fue la prueba de embarazo, inventada por Carlos Galli Mainini en 1948, la cual vino a reemplazar la descrita por Friedman.
Actualmente, en los laboratorios imperan los analizadores clínicos automatizados, computarizados y especializados en diferentes campos analíticos como hematología, como hemograma, bioquímica clínica, urianálisis, microbiología, y genética entre otras. Los exámenes electrónicos, de radioinmunoanálisis, y métodos enzimáticos han permitido dosificar con gran exactitud cantidades pequeñas como nanogramos, microgramos o picogramos, esto hace posible la determinación de marcadores tumorales, identificación de anticuerpos, y dosificaciones hormonales.Estos analizadores clínicos y los kits de reactivos son, en general, producto sanitario para diagnóstico in vitro.